# Astragalus montigenus
Astragalus montigenus là một loài thực vật có hoa trong họ Đậu. Loài này được (Hand.-Mazz.) Cheng f. ex P.C. Li miêu tả khoa học đầu tiên năm 1989.